# Кукушкин лён можжевельниковый
Куку́шкин лён можжевельниковый, или Поли́трихум можжевельниковидный (лат. Polýtrichum juniperinum), — вид мхов из рода Кукушкин лён (Polytrichum). Широко распространённое многолетнее растение.
Один из самых известных листостебельных зелёных мхов.

## Название
Стройные коричневатые стебли кукушкиного льна покрыты небольшими тёмно-зелёными листьями и немного напоминают растение льна в миниатюре. Отсюда происходит вторая часть названия — лён. Коробочки, появляющиеся на женских растениях, напоминают кукушку, сидящую на «шесте».
В Архангельской области растение часто называют скукучье жито.

## Описание

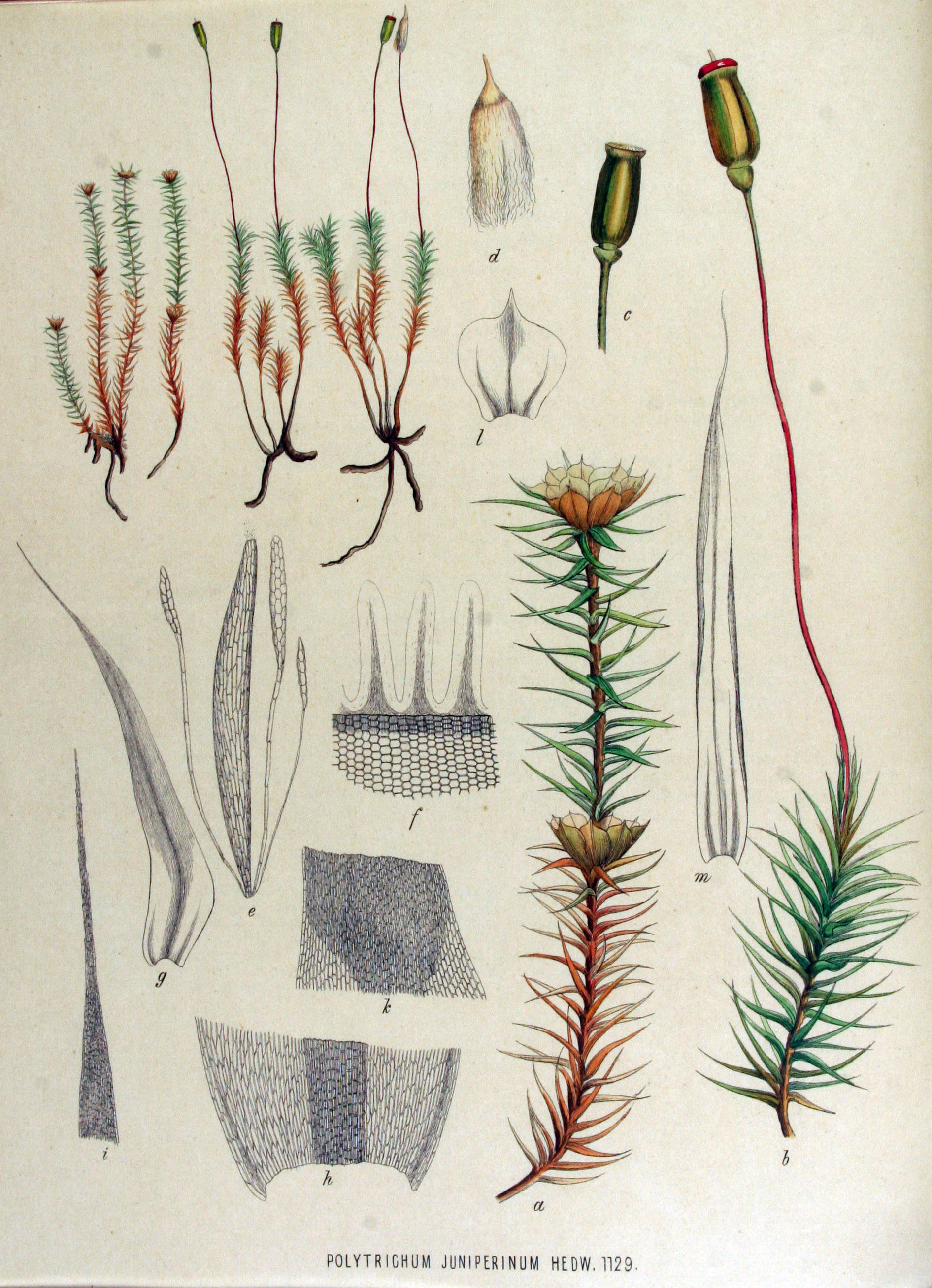
Иллюстрация из Flora Batava, том 15

Имеет 2 фазы жизненного цикла, которые морфологически различны: поколения гаметофитов (n) и спорофитов (2n).
Поколение гаметофитов является наиболее заметной фазой жизненного цикла этого вида. Гаметофиты состоят из стеблей, листьев и ризоидов. Стебли вертикальные, неразветвлённые, высотой 1—10 см; блестящие, голубовато-зелёные, по цвету и форме напоминающие листья можжевельника обыкновенного (Juniperus communis). Мужские и женские растения могут расти отдельными группами или смешиваться между собой. На кончиках мужских и женских стеблей развиваются антеридии и архегонии. Листья имеют длину от 4 до 8 мм. Они широко расправляются во влажном состоянии, при высыхании становятся более узкими и прямыми.
Спорофиты вырастают из архегоний, обычно примерно такой же высоты, как женские гаметофиты, к которым они прикреплены. Спорофит состоит из ножки, которая прикрепляет спорофит к архегониям, стебля и коробочки длиной от 2,5 до 5 мм. Споры имеют диаметр от 6 до 12 мкм.

## Среда обитания и распространение
Обычно растёт в местах обитания с сухими почвами и на почвах с чрезвычайно изменчивым уровнем влажности.
Распространён на всех континентах, включая Антарктиду. Альпийские луга, тундры, вырубки, гари, суходольные луга, хвойные и лиственные леса.

## Хозяйственное значение
Политрихум можжевельниковый используется в ландшафтном дизайне для создания моховых газонов.